# Krupeț, Slavuta
Krupeț (în ucraineană Крупець) este localitatea de reședință a comunei Krupeț din raionul Slavuta, regiunea Hmelnîțkîi, Ucraina.

## Demografie
Componența lingvistică a localității Krupeț
     Ucraineană (97,4%)
     Rusă (2,38%)
     Alte limbi (0,22%)
Conform recensământului din 2001, majoritatea populației localității Krupeț era vorbitoare de ucraineană (97,4%), existând în minoritate și vorbitori de rusă (2,38%).